# Калиновка (Хабаровский край)
Кали́новка — село на правом берегу Амура, в Ульчском районе Хабаровского края. Административный центр и единственный населённый пункт одноимённого сельского поселения.

## Население
| 2002 | 2010 | 2011 | 2012 | 2013 | 2014 | 2015 |
| ---- | ---- | ---- | ---- | ---- | ---- | ---- |
| 187  | ↗195 | ↘194 | ↘185 | ↘181 | ↘179 | ↗180 |
| 2016 | 2017 | 2018 | 2020 | 2021 |      |      |
| ↘177 | ↘172 | ↘164 | ↘162 | ↘129 |      |      |

На 2002 год, преобладающая национальность — ульчи.